# Cruxicheiros
Круксіхейрос (лат. Cruxicheiros) — рід вимерлих ящеротазових динозаврів інфраряду тетанури, з групи тероподів, що жили в юрському періоді (близько 167,7—164,7 млн років тому) на території нинішньої Європи. Скам'янілості теропода були знайдені в Англії. Вперше описаний палеонтологами Benson і Radley в 2010 році. Представлений одним видом — Cruxicheiros newmanorum.

## Виноски
1. ↑  Benson, Roger B.J.; Radley, Jonathan D. (2010). A new large-bodied theropod dinosaur from the Middle Jurassic of Warwickshire, United Kingdom (PDF). Acta Palaeontologica Polonica. 55 (1): 35—42. doi:10.4202/app.2009.0083. Архів оригіналу (PDF) за 23 жовтня 2013. Процитовано 12 травня 2015.